# Jitonhueca
Jitonhueca (del idioma mayo: Jito weeka: "donde está parado el jito") es una ranchería del municipio de Etchojoa ubicada en el sur del estado mexicano de Sonora, en la zona del valle del  Mayo. Según los datos del Censo de Población y Vivienda realizado en 2020 por el Instituto Nacional de Estadística y Geografía (INEGI), Jitonhueca tiene un total de 1121 habitantes. Se cree que fue fundado en el año de 1903.
En Jitonhueca el 46.13% de la población es indígena y el 17,63% de los habitantes habla la lengua mayo. Este es el lugar de nacimiento de Lalo "El Gallo" Elizalde y el de sus hijos, entre ellos Valentín Elizalde, quienes fueron grandes cantantes famosos de la música regional mexicana.

## Geografía
Jitonhueca se sitúa en las coordenadas geográficas 27°03'46" de latitud norte y 109°36'21" de longitud oeste del meridiano de Greenwich, a una elevación de 30 metros sobre el nivel del mar.